# Earophila obscurata
Earophila obscurata là một loài bướm đêm trong họ Geometridae.